# Louis Boullogne II

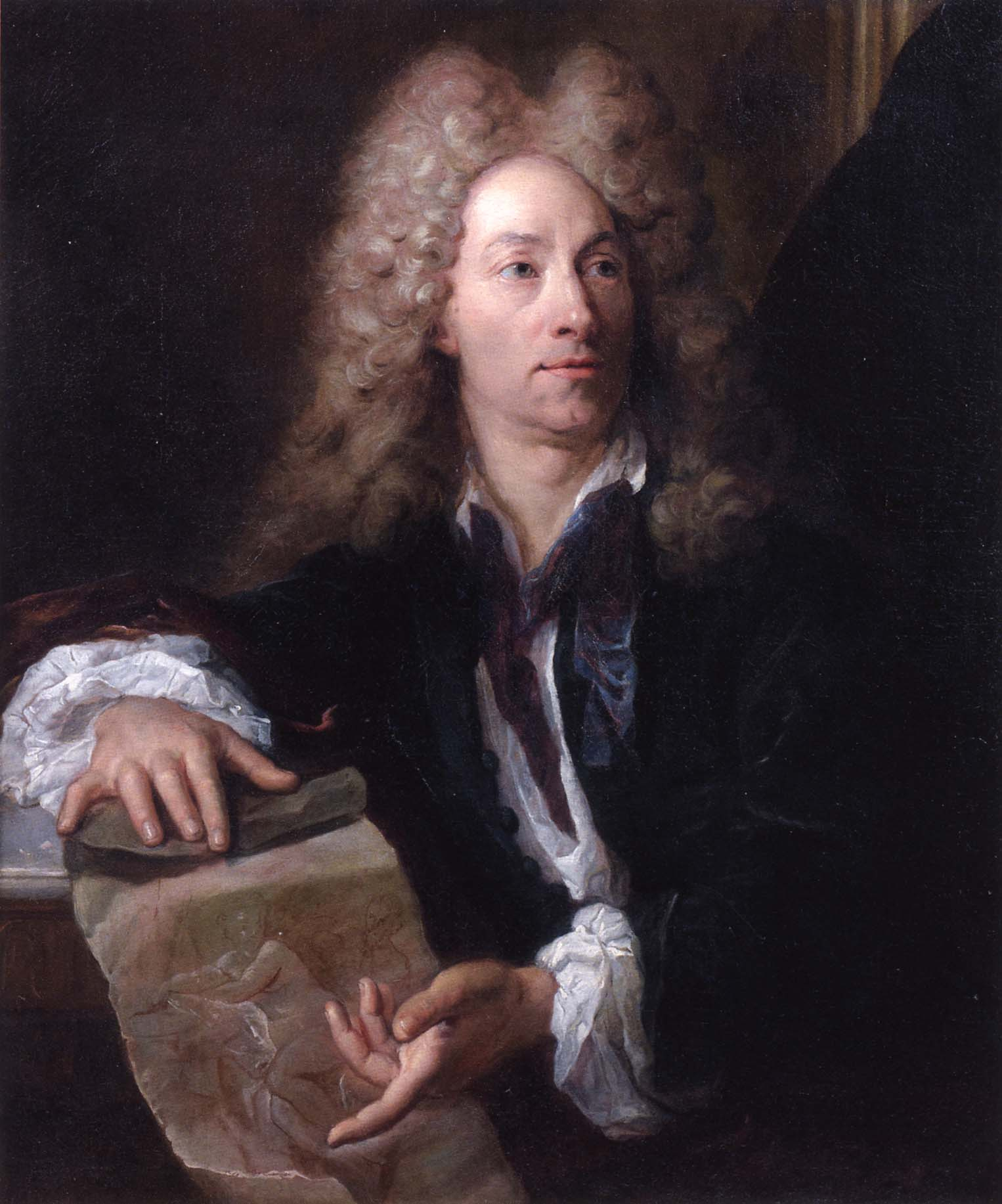
Ritratto di Louis Boullogne II eseguito da Gilles Allou

Louis (de) Boullogne II,   o Boullongne o Boulogne, detto le jeune (il giovane) (Parigi, 9 novembre 1654 – Parigi, 21 novembre 1733), è stato un pittore, incisore e disegnatore francese, vincitore del Prix de Rome e direttore dell'Académie royale de peinture et de sculpture.

## Biografia

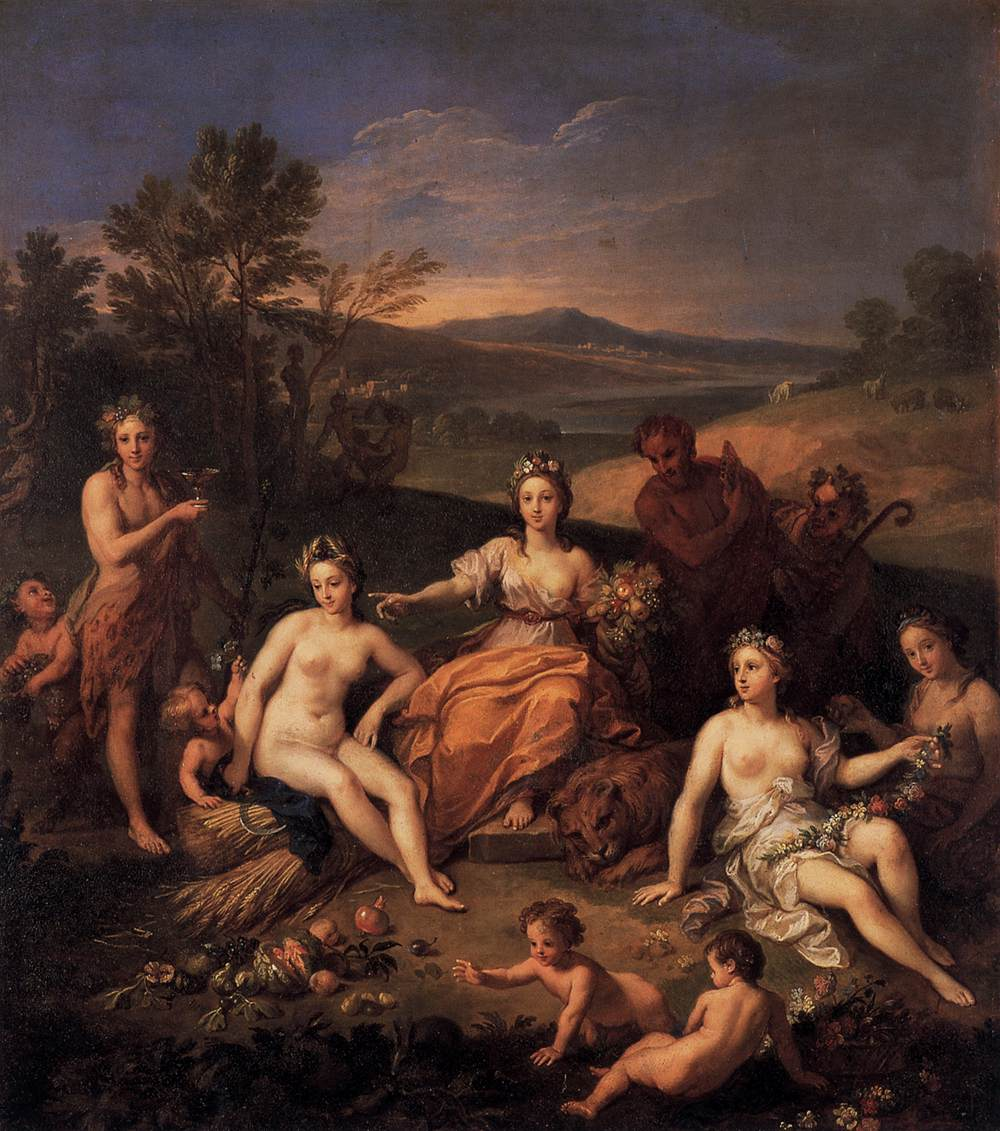
La Terra (1698)

Figlio di Louis Boullogne e fratello di Bon, Geneviève e Madeleine, studiò inizialmente alla scuola del padre e in seguito presso Charles Errard. Nel 1672 vinse il Prix de Rome e l'anno successivo studiò presso l'Accademia di Francia a Roma. Dal 1675 al 1680, sempre a Roma, eseguì alcune copie di opere di Raffaello, tra cui la Scuola di Atene e la Disputa del Sacramento, che servirono da cartone per gli arazzi della Manifattura dei Gobelins. Durante il suo soggiorno romano, visitò, a spese del re di Francia, la Lombardia e Venezia. Ritornato in patria nel 1680, lavorò, assieme a suo fratello Bon, a Versailles alla decorazione dei piccoli appartamenti del re e della regina e del Grande Trianon fino al 1715. Nel 1694 divenne docente presso l'Académie royale de peinture et de sculpture e nel 1722 ne divenne il direttore. Nel 1707 fu a Rambouillet e poi a Fontainebleau, Marly, Meudon, sempre al servizio del re, e di nuovo a Parigi. A partire dal 1715 si dedicò quasi esclusivamente al suo lavoro presso l'Académie royale de peinture et de sculpture. Nel 1724 fu nominato primo pittore del re ed elevato al rango della nobiltà. Fu inoltre insignito con l'Ordine di San Michele da re Luigi XIV.
Louis Boullogne dipinse principalmente soggetti allegorici, storici, mitologici e cristiano-religiosi con uno stile che presenta reminiscenze di Federico Barocci e Nicolas Poussin, di cui può essere considerato un seguace. Mentre le sue opere di soggetto religioso hanno un'ispirazione sostanzialmente classica di derivazione bolognese, quelle di soggetto mitologico presentano un'anticipazione del rococò.
Furono suoi allievi Jacques François Courtin, Nicolas Delobel e Louis Galloche.

## Alcune Opere
- La Terra, olio su rame, 52 x 45 cm, 1698, Bildergalerie (Sanssouci), Potsdam
- Abigail offre il pane a Davide[6]
- Augusto fa chiudere le porte del tempio di Giano[7]
- Cerere, allegoria dell'estate[8]
- Diana e le sue compagne si riposano dopo la caccia[9]
- Giuseppe spiega i sogni[10]
- La caccia di Diana[11]
- Cristo e l'emorroissa, 1695, Museo di Belle Arti, Rennes[12]
- Il matrimonio d'Ippomene e Atalanta[13]
- Deificazione d'Enea[14]
- La presentazione di Gesù al tempio[15]
- Nesso e Deianira, National Gallery, Londra[16]
- Rinaldo e Armida[17]
- Zefiro incorona Flora[18]
- Marte e Venere[19]
- Urania e Melpomene[20]